# Cantone di Guignicourt
Il Cantone di Guignicourt è una divisione amministrativa dell'arrondissement di Laon con capoluogo Guignicourt.
È stato costituito a seguito della riforma approvata con decreto del 21 febbraio 2014, che ha avuto attuazione dopo le elezioni dipartimentali del 2015.

## Composizione
Comprende 78 comuni:
- Aguilcourt
- Aizelles
- Amifontaine
- Aubigny-en-Laonnois
- Beaurieux
- Berrieux
- Berry-au-Bac
- Bertricourt
- Boncourt
- Bouconville-Vauclair
- Bouffignereux
- Bourg-et-Comin
- Braye-en-Laonnois
- Bucy-lès-Pierrepont
- Chaudardes
- Chermizy-Ailles
- Chevregny
- Chivres-en-Laonnois
- Concevreux
- Condé-sur-Suippe
- Corbeny
- Coucy-lès-Eppes
- Courtrizy-et-Fussigny
- Craonne
- Craonnelle
- Cuiry-lès-Chaudardes
- Cuissy-et-Geny
- Ébouleau
- Évergnicourt
- Gernicourt
- Gizy
- Goudelancourt-lès-Berrieux
- Goudelancourt-lès-Pierrepont
- Guignicourt
- Guyencourt
- Jumigny
- Juvincourt-et-Damary
- Lappion
- Liesse-Notre-Dame
- Lor
- Mâchecourt
- Maizy
- La Malmaison
- Marchais
- Mauregny-en-Haye
- Menneville
- Meurival
- Missy-lès-Pierrepont
- Montaigu
- Moulins
- Moussy-Verneuil
- Muscourt
- Neufchâtel-sur-Aisne
- Neuville-sur-Ailette
- Nizy-le-Comte
- Œuilly
- Orainville
- Oulches-la-Vallée-Foulon
- Paissy
- Pancy-Courtecon
- Pargnan
- Pignicourt
- Ployart-et-Vaurseine
- Pontavert
- Prouvais
- Proviseux-et-Plesnoy
- Roucy
- Saint-Erme-Outre-et-Ramecourt
- Saint-Thomas
- Sainte-Croix
- Sainte-Preuve
- La Selve
- Sissonne
- Trucy
- Variscourt
- Vassogne
- Vendresse-Beaulne
- La Ville-aux-Bois-lès-Pontavert